# Andrzeiowskia cardamine
Andrzeiowskia cardamine là một loài thực vật có hoa trong họ Cải. Loài này được Rchb. mô tả khoa học đầu tiên năm 1824.